# Nevada (Missouri)
Pour les articles homonymes, voir Nevada (homonymie).
La ville de Nevada (en anglais nəˈveɪdə) est le siège du comté de Vernon, situé dans l'État du Missouri, aux États-Unis.